# Contea di Tazewell (Virginia)
La contea di Tazewell ( in inglese Tazewell County ) è una contea dello Stato della Virginia, negli Stati Uniti. La popolazione al censimento del 2000 era di 44 598 abitanti. Il capoluogo di contea è Tazewell.